# Vaiano Cremasco
Vaiano Cremasco là một đô thị ở tỉnh Cremona, vùng Lombardia của Italia, có vị trí cách khoảng 35 km về phía đông nam của Milan và khoảng 45 km về phía tây bắc của Cremona. Tại thời điểm ngày 31 tháng 12 năm 2004, đô thị này có dân số 3.811 người và diện tích là 6,3 km².
Vaiano Cremasco giáp các đô thị: Bagnolo Cremasco, Crespiatica, Monte Cremasco, Palazzo Pignano, Trescore Cremasco.